# Émile Bin
Émile Jean-Baptiste Philippe Bin (n. 10 februarie 1825, Paris, Île-de-France, Franța – d. 4 septembrie 1897, Marly-la-Ville⁠(d), Île-de-France, Franța) a fost un portretist, pictor mitologic, acuarelist și om politic francez.

## Biografie
S-a născut la Paris. Tatăl său a fost pictorul Jean-Baptiste François Bin (c.1791–1849), numit uneori „Bin tatăl”, care i-a dat primele lecții de artă. De la doisprezece până la cincisprezece ani, a studiat cu unchiul său, Nicolas Gosse⁠(d). Apoi a lucrat pentru scurt timp cu Léon Cogniet și a intrat la École des Beaux-Arts în 1842. Trei ani mai târziu, a avut prima sa expoziție la Salon⁠(d).
Ca republican ferm, a luptat pe baricade în 1848 și 1851. Mai târziu, a refuzat să picteze un portret al lui Napoleon al III-lea pentru primăria din Montmartre, în ciuda faptului că avea nevoie de bani pentru a-și întreține familia.

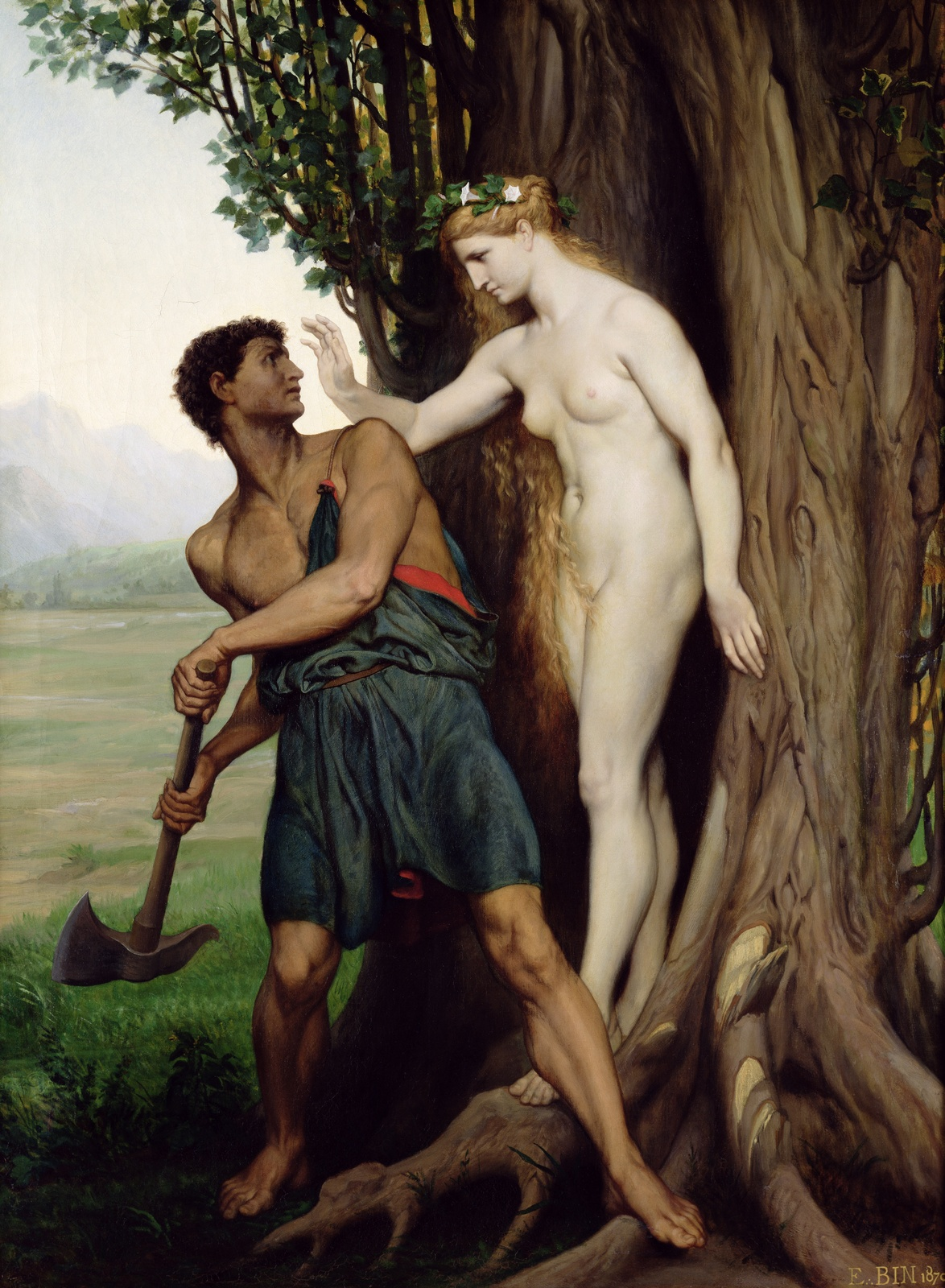
Hamadriada (1870)

### Pictură decorativă
Inițial a lucrat ca pictor decorativ, specializându-se în hoteluri din Paris și Reims (inclusiv în marea sală a Hôtel du Louvre, pe care a realizat-o împreună cu unchiul său), dar a lucrat și la Muzeul Național de Istorie Naturală, École Supérieure de Pharmacie, Crédit Mobilier⁠(d), Biserica Saint-Sulpice și unele reședințe private, cum ar fi Salonul Ludovic al XV-lea al lui André Adolphe Eugène Disdéri⁠(d). La Expoziția Internațională (1867), a colaborat la decorarea Pavilionului egiptean, proiectat de Jacques Drevet⁠(d), pentru care a fost distins cu Ordinul Medjidie. În 1871, a primit trei comenzi din Rusia. A fost un fervent admirator al operelor lui Michelangelo și Rafael și a vizitat Roma în 1866, însoțit de elevul său vedetă și colaborator din când în când, Joseph Blanc⁠(d), ceea ce i-a întărit interesul pentru scenele istorice și anecdotice și predilecția pentru nudurile mitologice.
În timpul asediului Parisului din 1870, a fost numit în Consiliul de Armament și Aprovizionare, dar a refuzat să ia parte la Comună și s-a retras la Argentan. A rămas anticlerical și apropiat de extrema stângă radicală.
A fost numit Cavaler al Legiunii de Onoare în 1878. Doi ani mai târziu, a fost unul dintre fondatorii Société des Artistes Français și, în anul următor, al Salon des Artistes Français. Printre elevii săi cei mai cunoscuți s-au numărat Charles Léandre⁠(d), Paul Milliet⁠(d), Henri Rivière și Paul Signac.

### Afaceri politice

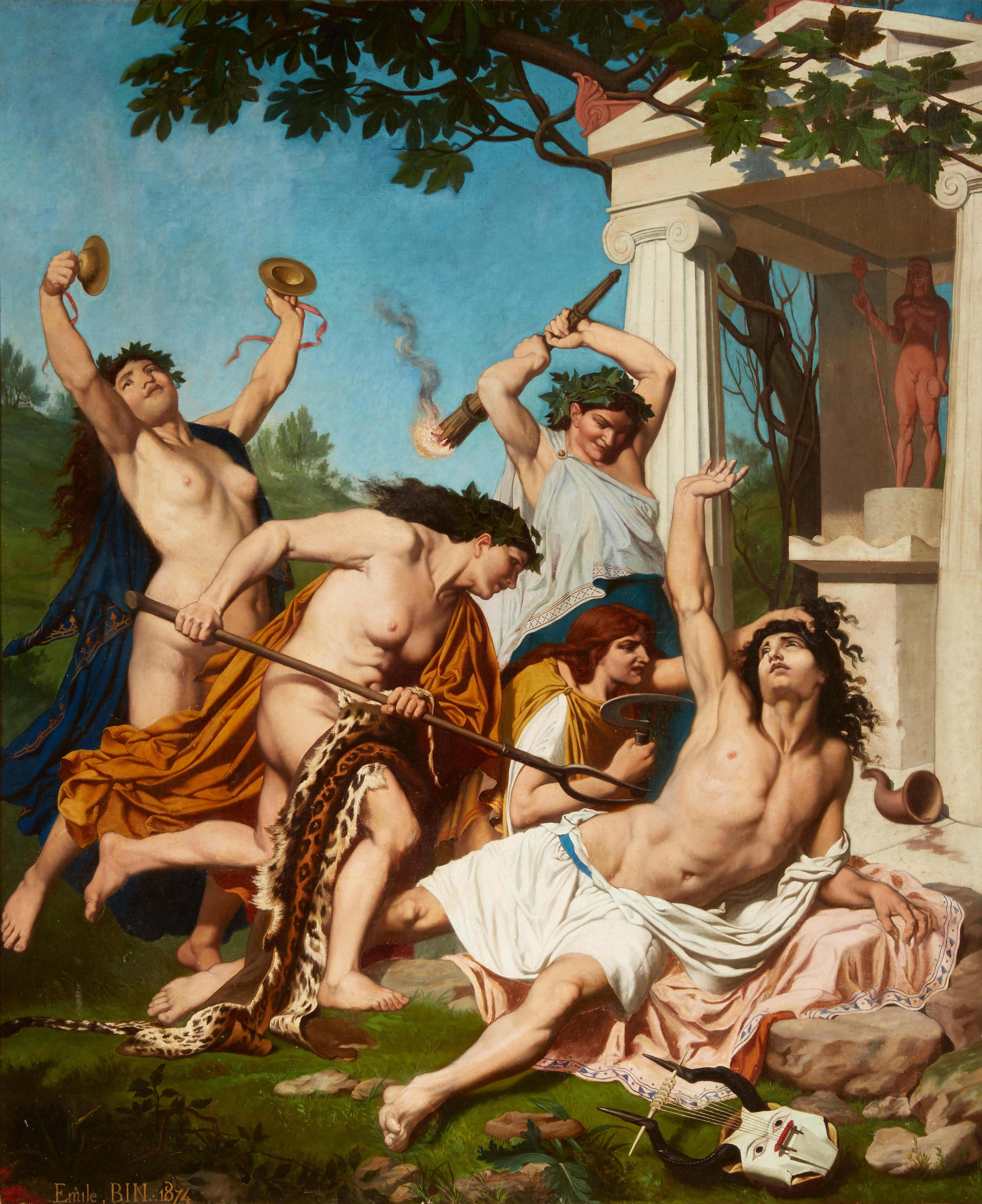
Moartea lui Orfeu (1874)

În 1883, a devenit primar al arondismentului al XVIII-lea. Șase ani mai târziu, a fost eliberat din funcție de Ernest Constans⁠(d), ministrul de Interne, sub acuzația de „boulangism”,  poate datorită portretului pe care l-a realizat al generalului Boulanger, care fusese expus la Salon în 1888. Bin însuși credea că totul se datorează manipulării politice a socialistului Jules Joffrin⁠(d), care candida împotriva lui Boulanger la alegerile legislative.
În același an, pentru a marca centenarul Revoluției Franceze, a executat o dioramă istorică de douăzeci de pânze în Parc des Buttes Chaumont⁠(d), acoperind evenimente de la Asaltul Bastiliei până la plecarea lui Léon Gambetta în timpul asediului.
Bin a murit la 4 septembrie 1897 la Marly-la-Ville⁠(d).